# Pol Lozano
Pol Lozano Vizuete (San Quirce del Vallés, Barcelona, 6 de octubre de 1999), más conocido como Pol Lozano, es un futbolista español que juega en la posición de centrocampista para el R. C. D. Espanyol de la Primera División de España.

## Trayectoria
Nacido en Sant Quirze del Vallès, Barcelona, Cataluña, se incorporó al equipo juvenil del R. C. D. Espanyol en 2016, procedente del C. E. Mercantil. 
Debutó con el R. C. D. Espanyol "B" el 14 de mayo de 2017, en una derrota fuera de casa por 2-3 en Segunda División B contra el C. E. Sabadell, cuando su equipo ya había descendido a Tercera División.
El 15 de octubre de 2017 anotó su primer gol en un empate 2-2 en casa contra el Terrassa F. C. en la Tercera División. El 4 de julio de 2018, tras conseguir el ascenso a la Segunda División B, renovó su contrato hasta 2023.
El 15 de agosto de 2019 hizo su debut con el primer equipo del R. C. D. Espanyol, sustituyendo a Sergi Darder en la segunda parte en la victoria en casa por 3-0 ante el F. C. Lucerna en la Liga Europa de la UEFA.
El 7 de diciembre de 2019 hizo su debut en Primera División con el R. C. D. Espanyol, jugando los últimos 18 minutos en una derrota 0-2 ante el Real Madrid C. F. La siguiente temporada se asentó en el primer equipo, jugando 26 encuentros, pero en la campaña 2021-22 fue cedido al Girona F. C. Marcó gol en su debut el 3 de septiembre, aunque no sirvió para evitar la derrota ante el Real Sporting de Gijón en un partido de la Segunda División. El curso terminó con el ascenso del equipo a Primera División.
El 30 de enero de 2023 fue cedido al Granada C. F. hasta el 30 de junio.

## Selección nacional
Ha sido internacional con la selección española en categorías sub-16, sub-17, sub-19 y sub-21.

## Clubes
Actualizado al último partido disputado el 24 de mayo de 2025.
| Club                           | Div.          | Temporada     | Liga  | Liga  | Copas nacionales | Copas nacionales | Copas internacionales | Copas internacionales | Total | Total |
| Club                           | Div.          | Temporada     | Part. | Goles | Part.            | Goles            | Part.                 | Goles                 | Part. | Goles |
| ------------------------------ | ------------- | ------------- | ----- | ----- | ---------------- | ---------------- | --------------------- | --------------------- | ----- | ----- |
| R. C. D. Espanyol "B" · España | 2.ª B         | 2016-17       | 1     | 0     | ―                | ―                | ―                     | ―                     | 1     | 0     |
| R. C. D. Espanyol "B" · España | 3.ª           | 2017-18       | 29    | 2     | ―                | ―                | ―                     | ―                     | 29    | 2     |
| R. C. D. Espanyol "B" · España | 2.ª B         | 2018-19       | 31    | 0     | ―                | ―                | ―                     | ―                     | 31    | 0     |
| R. C. D. Espanyol "B" · España | 2.ª B         | 2019-20       | 11    | 0     | ―                | ―                | ―                     | ―                     | 11    | 0     |
| R. C. D. Espanyol "B" · España | Total club    | Total club    | 72    | 2     | 0                | 0                | 0                     | 0                     | 72    | 2     |
| R. C. D. Espanyol · España     | 1.ª           | 2019-20       | 5     | 0     | 2                | 0                | 7                     | 0                     | 14    | 0     |
| R. C. D. Espanyol · España     | 2.ª           | 2020-21       | 24    | 0     | 2                | 0                | ―                     | ―                     | 26    | 0     |
| Girona F. C. · España          | 2.ª           | 2021-22       | 31    | 1     | 4                | 0                | ―                     | ―                     | 35    | 1     |
| Girona F. C. · España          | Total club    | Total club    | 31    | 1     | 4                | 0                | 0                     | 0                     | 35    | 1     |
| R. C. D. Espanyol · España     | 1.ª           | 2022-23       | 4     | 0     | 2                | 0                | ―                     | ―                     | 6     | 0     |
| Granada C. F. · España         | 2.ª           | 2022-23       | 14    | 0     | ―                | ―                | ―                     | ―                     | 14    | 0     |
| Granada C. F. · España         | Total club    | Total club    | 14    | 0     | 0                | 0                | 0                     | 0                     | 14    | 0     |
| R. C. D. Espanyol · España     | 2.ª           | 2023-24       | 23    | 0     | 2                | 0                | ―                     | ―                     | 25    | 0     |
| R. C. D. Espanyol · España     | 1.ª           | 2024-25       | 30    | 0     | 1                | 0                | ―                     | ―                     | 31    | 0     |
| R. C. D. Espanyol · España     | Total club    | Total club    | 86    | 0     | 9                | 0                | 7                     | 0                     | 102   | 0     |
| Total carrera                  | Total carrera | Total carrera | 203   | 3     | 13               | 0                | 7                     | 0                     | 223   | 3     |
| 1. 2.                          |               |               |       |       |                  |                  |                       |                       |       |       |

Fuentes: BDFutbol - LaPreferente

## Palmarés

### Títulos nacionales
| Título                     | Club              | País   | Año  |
| -------------------------- | ----------------- | ------ | ---- |
| Segunda División de España | R. C. D. Espanyol | España | 2021 |
| Segunda División de España | Granada C. F.     | España | 2023 |